# Heterosignum ohtsukai
Heterosignum ohtsukai is een pissebed uit de familie Paramunnidae. De wetenschappelijke naam van de soort is voor het eerst geldig gepubliceerd in 2002 door Shimomura & Mawatari.